# کوردیلرا داروین
کوردیلرا داروین (انگلیسی: Cordillera Darwin) رشته‌کوه بزرگی در شیلی است که توسط یک میدان یخچالی پوشیده شده‌است.
این رشته‌کوه در بخش جنوب‌غربی جزیره بزرگ تیرا دل فوئگو و به صورت کامل در خاک شیلی قرار گرفته‌است و بخشی از کوه‌های آند به‌شمار می‌رود. بلندترین قله‌های تیرا دل فوئگو با ارتفاع بیش از ۲۰۰۰ متر در این کوه‌ها قرار دارد. میدان یخچالی کوردیلرا داروین پهنه‌ای به مساحت بیش از ۲٬۳۰۰ متر را می‌پوشاند. کانال بیگل مرز جنوبی این کوه‌ها است.
کوه‌های کوردیلرا داروین به نام چارلز داروین نام‌گذاری شده است.